# Kagawa Kageki
Kagawa Kageki (香川 景樹); 25 mai 1768 dans le domaine de Tottori (aujourd'hui préfecture de Tottori) - 26 avril 1843, est un poète japonais de tanka. Ses noms de poètes sont entre autres Keien (桂園, « jardin de l'arbre au caramel ») et Tōutei (東塢亭).
Kagawa est le deuxième fils du samouraï Arai Kosanji (荒井 小三次). À l'âge de 27 ans il se rend à Kyoto où il est élève de Kagawa Kagetomo, dont la famille l'adopte. En 1796 il fait la connaissance d'Ozawa Roan, dont l'idéal des « mots simples » (tadagoto uta) a sur lui une influence décisive qui l'emmène dans une position opposée à la poésie des poètes comme Kamo no Mabuchi. Kagawa est fondateur de l'école de poésie Keien-ha (桂園派) à laquelle il donne son nom,.

## Source de la traduction
- (de) Cet article est partiellement ou en totalité issu de l’article de Wikipédia en allemand intitulé « Kagawa Kageki » (voir la liste des auteurs).
- Notices d'autorité :   - VIAF
  - ISNI
  - BnF (données)
  - IdRef
  - LCCN
  - GND
  - Japon
  - CiNii
  - Israël
  - WorldCat